# ال رنچو (کالیفرنیا)
ال رنچو (به انگلیسی: El Rancho) یک منطقهٔ مسکونی در ایالات متحده آمریکا است که در شهرستان تولار، کالیفرنیا واقع شده‌است. ال رنچو ۰٫۱۸۷ کیلومتر مربع مساحت و ۱۲۴ نفر جمعیت دارد و ۱۱۸٫۸۷ متر بالاتر از سطح دریا واقع شده‌است.